# Rajd Niemiec 2012

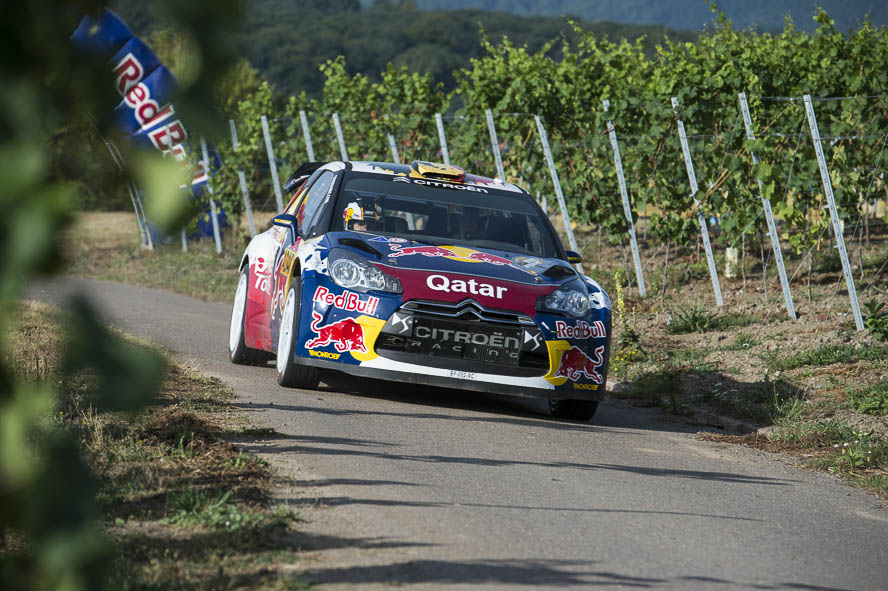
Thierry Neuville podczas rajdu

Rajd Niemiec był 9. rundą Rajdowych Mistrzostw Świata 2012. Rajd odbył się w dniach 24–26 sierpnia, jego bazą był Trewir. Rajd był także 6. rundą Mistrzostw Świata Samochodów Produkcyjnych (PWRC).
Rajd wygrał Sébastien Loeb, była to jego 74. wygrana w karierze, 9. w rajdzie Niemiec. Drugie miejsce zajął Jari-Matti Latvala, a trzeci był Mikko Hirvonen.
W klasyfikacji samochodów produkcyjnych zwycięstwo odniósł Michał Kościuszko.

## Klasyfikacja ostateczna
| Msc.     | Kierowca           | Pilot                | Samochód                   | Czas      | Strata   | Grupa | Punkty |
| -------- | ------------------ | -------------------- | -------------------------- | --------- | -------- | ----- | ------ |
| 1.       | Sébastien Loeb     | Daniel Elena         | Citroën DS3 WRC            | 3:41:52.4 | 0.000    | WRC M | 28     |
| 2.       | Jari-Matti Latvala | Mikka Antilla        | Ford Fiesta RS WRC         | 3:43:52.5 | 2:00.1   | WRC M | 18     |
| 3.       | Mikko Hirvonen     | Jarmo Lehtinen       | Citroën DS3 WRC            | 3:44:23.8 | 2:31.4   | WRC M | 17     |
| 4.       | Mads Østberg       | Jonas Andersson      | Ford Fiesta RS WRC         | 3:45:16.8 | 3:24.4   | WRC M | 12     |
| 5.       | Chris Atkinson     | Stéphane Prévot      | Mini John Cooper Works WRC | 3:51:02.8 | 9:10.4   | WRC   | 10     |
| 6.       | Sébastien Ogier    | Julien Ingrassia     | Škoda Fabia S2000          | 3:51:43.2 | 9:50.8   | 2     | 8      |
| 7.       | Andreas Mikkelsen  | Ola Fløene           | Škoda Fabia S2000          | 3:54:15.1 | 12:22.7  | 2     | 7      |
| 8.       | Nasir al-Atijja    | Giovanni Bernacchini | Citroën DS3 WRC            | 3:54:42.8 | 12:50.4  | WRC M | 4      |
| 9.       | Dani Sordo         | Carlos del Barrio    | Mini John Cooper Works WRC | 3:56:09.7 | 14:17.3  | WRC   | 2      |
| 10.      | Mathieu Arzeno     | Renaud Jamoul        | Peugeot 207 S2000          | 3:57:12.1 | 15:20.1  | 2     | 1      |
| 11.      | Petter Solberg     | Chris Patterson      | Ford Fiesta RS WRC         | 4:02:58.6 | +21:06.6 | WRC M |        |
| 12.      | Thierry Neuville   | Nicolas Gilsoul      | Citroën DS3 WRC            | 4:05:33.8 | +23:41.8 | WRC M |        |
|          |                    |                      |                            |           |          |       |        |
| 23.      | Daniel Oliveira    | Carlos Magalhães     | Ford Fiesta RS WRC         | 4:24:19.3 | +42:27.3 | WRC M |        |
| PWRC     |                    |                      |                            |           |          |       |        |
| 1. (13.) | Michał Kościuszko  | Maciej Szczepaniak   | Mitsubishi Lancer Evo X    | 4:08:35.4 | 0.000    | 3     | 25     |
| 2. (16.) | Benito Guerra Jr.  | Borja Rozada         | Mitsubishi Lancer Evo X    | 4:10:35.9 | 2:00.5   | 3     | 18     |
| 3. (19.) | Marcos Ligato      | Ruben Garcia         | Subaru Impreza WRX STi     | 4:18:37.2 | 10:01.8  | 3     | 15     |
| 4. (22.) | Ricardo Triviño    | Àlex Haro            | Subaru Impreza WRX STi     | 4:24:10.5 | 15:35.1  | 3     | 12     |
| 5. (24.) | Nicolás Fuchs      | Fernando Mussano     | Subaru Impreza WRX STi     | 4:26:19.0 | 17:43.6  | 3     | 10     |
| 6. (28.) | Subhan Aksa        | Jeff Judd            | Mitsubishi Lancer Evo X    | 4:35:35.0 | 23:59.6  | 3     | 8      |

1. ↑  Litera M przy oznaczeniu grupy do której należy samochód oznacza, iż tylko ci kierowcy zdobywali punkty dla swoich zespołów liczonych w klasyfikacji producentów na koniec sezonu.

### Odcinki specjalne
| Dzień         | Odcinek | Godz. rozp. | Nazwa                    | Długość  | Zwycięzca          | Czas    | Średnia prędkość | Lider rajdu    |
| ------------- | ------- | ----------- | ------------------------ | -------- | ------------------ | ------- | ---------------- | -------------- |
| 1 24 sierpnia | OS1     | 10:48       | Mittelmosel 1            | 24,90 km | Sébastien Loeb     | 14:42.9 | 101,53 km/h      | Sébastien Loeb |
| 1 24 sierpnia | OS2     | 11:36       | Moselland 1              | 22,79 km | Sébastien Loeb     | 14:19.7 | 95,43 km/h       | Sébastien Loeb |
| 1 24 sierpnia | OS3     | 12:29       | Grafschaft 1             | 21,23 km | Sébastien Loeb     | 12:19.5 | 103,35 km/h      | Sébastien Loeb |
| 1 24 sierpnia | OS4     | 16:17       | Mittelmosel 2            | 24,90 km | Jari-Matti Latvala | 14:31.7 | 102,83 km/h      | Sébastien Loeb |
| 1 24 sierpnia | OS5     | 17:05       | Moselland 2              | 22,79 km | Sébastien Loeb     | 14:09.9 | 96,53 km/h       | Sébastien Loeb |
| 1 24 sierpnia | OS6     | 17:58       | Grafschaft 2             | 21,23 km | Jari-Matti Latvala | 12:12.2 | 104,38 km/h      | Sébastien Loeb |
| 2 25 sierpnia | OS7     | 7:58        | Stein and Wein 1         | 26,54 km | Sébastien Loeb     | 15:25.2 | 103,27 km/h      | Sébastien Loeb |
| 2 25 sierpnia | OS8     | 9:01        | Peterberg 1              | 9,37 km  | Dani Sordo         | 5:51.3  | 96,02 km/h       | Sébastien Loeb |
| 2 25 sierpnia | OS9     | 10:57       | Arena Panzerplatte 1     | 46,54 km | Sébastien Loeb     | 27:31.9 | 101,43 km/h      | Sébastien Loeb |
| 2 25 sierpnia | OS10    | 14:48       | Stein and Wein 2         | 26,54 km | Ott Tänak          | 15:12.1 | 104,75 km/h      | Sébastien Loeb |
| 2 25 sierpnia | OS11    | 15:51       | Peterberg 2              | 9,37 km  | Ott Tänak          | 5:31.5  | 101,76 km/h      | Sébastien Loeb |
| 2 25 sierpnia | OS12    | 17:47       | Arena Panzerplatte 2     | 46,54 km | Sébastien Loeb     | 26:54.0 | 103,80 km/h      | Sébastien Loeb |
| 3 26 sierpnia | OS13    | 9:13        | Dhrontal 1               | 30,76 km | Sébastien Loeb     | 19:45.6 | 93,44 km/h       | Sébastien Loeb |
| 3 26 sierpnia | OS14    | 11:36       | Dhrontal 2               | 30,76 km | Petter Solberg     | 19:40.3 | 93,84 km/h       | Sébastien Loeb |
| 3 26 sierpnia | OS15    | 13:21       | SSS Circus Maximus Trier | 4,37 km  | Sébastien Loeb     | 3:24.8  | 77,11 km/h       | Sébastien Loeb |

### Power Stage
| Miejsce | Kierowca          | Czas   | Różnica | Średnia prędkość | Punkty |
| ------- | ----------------- | ------ | ------- | ---------------- | ------ |
| 1       | Sébastien Loeb    | 3:24.8 | 0.000   | 77,11 km/h       | 3      |
| 2       | Mikko Hirvonen    | 3:27.0 | 2.2     | 76,00 km/h       | 2      |
| 3       | Andreas Mikkelsen | 3:31.7 | 6.9     | 74,55 km/h       | 1      |

## Klasyfikacja po 9 rundzie

### Kierowcy
| Lp. | Kierowca                 | Pkt |
| --- | ------------------------ | --- |
| 1   | Sébastien Loeb           | 199 |
| 2   | Mikko Hirvonen           | 145 |
| 3   | Petter Solberg           | 104 |
| 4   | Mads Østberg             | 102 |
| 5   | Jari-Matti Latvala       | 87  |
| 6   | Evgeny Novikov           | 55  |
| 7   | Martin Prokop            | 38  |
| 8   | Thierry Neuville         | 32  |
| 9   | Dani Sordo               | 31  |
| 10  | Sébastien Ogier          | 31  |
| 11  | Nasir al-Atijja          | 28  |
| 12  | Ott Tänak                | 26  |
| 13  | Armindo Araújo           | 11  |
| 14  | Chris Atkinson           | 10  |
| 15  | François Delecour        | 8   |
| 16  | Dennis Kuipers           | 8   |
| 17  | Andreas Mikkelsen        | 7   |
| 18  | Pierre Campana           | 6   |
| 19  | Henning Solberg          | 6   |
| 20  | Matti Rantanen           | 6   |
| 21  | Jari Ketomaa             | 6   |
| 22  | Yazeed Al-Rahji          | 4   |
| 23  | Patrik Sandell           | 4   |
| 24  | Ken Block                | 4   |
| 23  | Eyvind Brynildsen        | 1   |
| 24  | Ricardo Triviño          | 1   |
| 25  | Peter van Merksteijn Jr. | 1   |
| 26  | Abdulaziz Al-Kuwari      | 1   |
| 27  | Manfred Stohl            | 1   |
| 28  | Mathieu Arzeno           | 1   |

### Producenci
| Lp. | Producent                             | Pkt |
| --- | ------------------------------------- | --- |
| 1   | Citroën Total World Rally Team        | 320 |
| 2   | Ford World Rally Team                 | 197 |
| 3   | M-Sport Stobart Ford World Rally Team | 115 |
| 4   | Qatar World Rally Team                | 59  |
| 5   | Citroën Junior World Rally Team       | 54  |
| 6   | Adapta World Rally Team               | 49  |
| 7   | Mini WRC Team                         | 26  |
| 8   | Brazil World Rally Team               | 20  |